# NGC 6783
NGC 6783 (другие обозначения — PGC 63003, MCG 8-35-7, ZWG 256.13) — галактика в созвездии Лебедь.
Этот объект входит в число перечисленных в оригинальной редакции «Нового общего каталога».